# Autonomer Kreis der Tschuktschen
Koordinaten: 67° 0′ N, 175° 0′ O

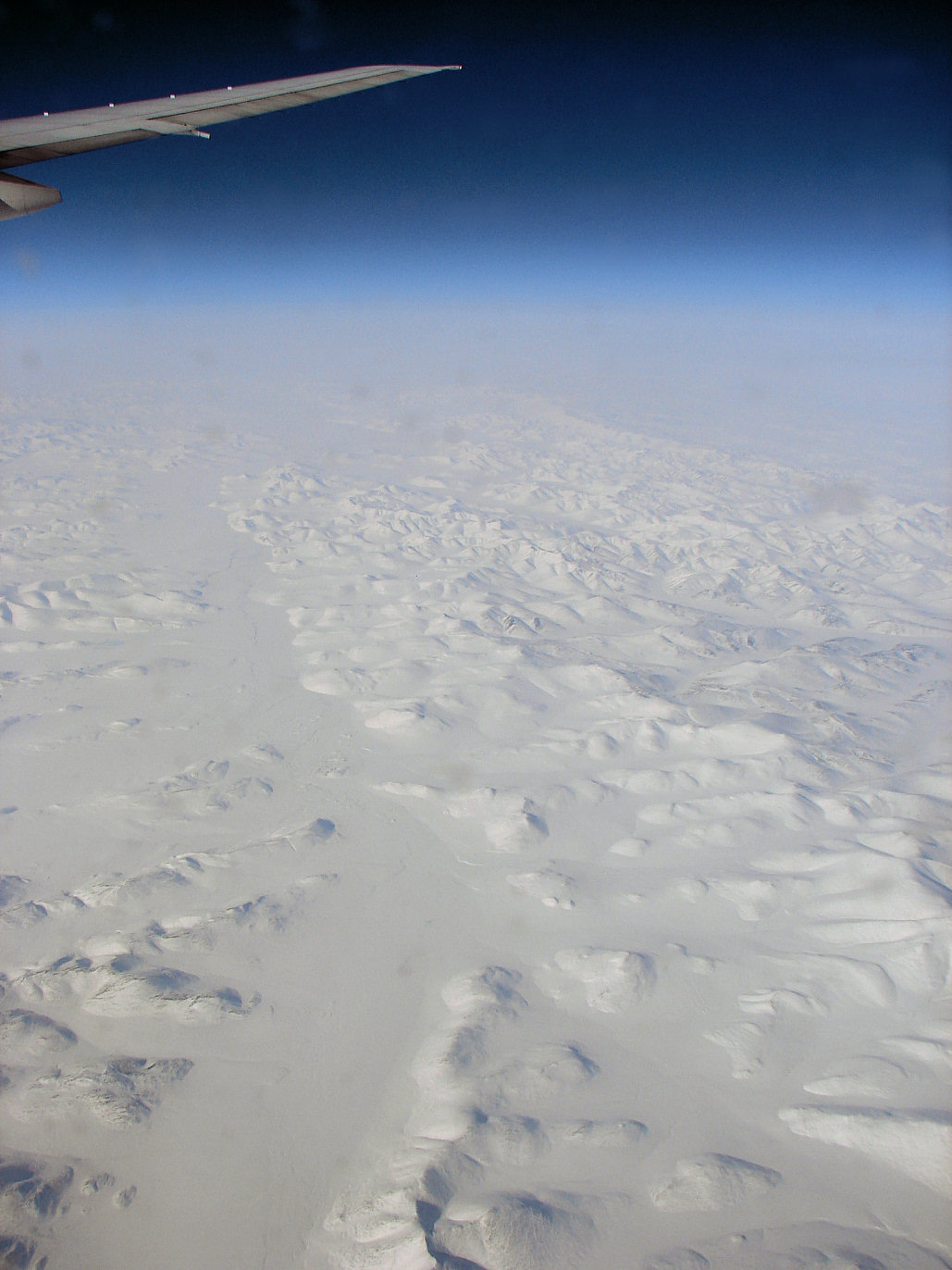
Blick auf die Winterlandschaft im Norden des Kreises

Der Autonome Kreis der Tschuktschen (russisch Чукотский автономный округ/ Tschukotski awtonomny okrug, tschuktschisch Чукоткакэн автономныкэн округ), kurz auch Tschukotka genannt, ist eine Verwaltungseinheit in Russland. Als Autonomer Kreis ist er ein Föderationssubjekt der Russischen Föderation im Föderationskreis Ferner Osten. Im dünn besiedelten Tschukotka, welches im äußersten Nordosten Russlands liegt, leben auf einer Fläche, die mehr als doppelt so groß ist wie die der Bundesrepublik Deutschland, weniger als 50.000 Menschen.

## Geographie
Tschukotka umfasst den äußersten Nordosten Russlands. Es wird durch die an der schmalsten Stelle nur 82 km breite Beringstraße von Alaska getrennt. Die Oberfläche ist vorwiegend bergig und besitzt Mittelgebirgscharakter. An den Küsten gibt es mehr oder weniger ausgedehnte Tiefländer (z. B. das Tschaun-Tiefland). Die Bergländer rechnet man zum Ostsibirischen Bergland. Sie umfassen unter anderem den Nordteil des Korjakengebirges, das Anjuigebirge, das Anadyrgebirge bis zur Tschuktschen-Halbinsel, wo im Kap Deschnjow der östlichste Punkt Russlands bzw. Asiens liegt. Zum Kreis gehören auch mehrere größere Inseln, wie das UNESCO-Weltnaturerbe-Gebiet Wrangelinsel und die Insel Aion.
Der Kreis liegt fast vollständig nördlich der Baumgrenze und wird von Tundra bedeckt. In den höheren Bergregionen geht sie in eine Frostschuttwüste über. Lediglich in den südlichsten Gebieten des Kreises findet man in geschützten Lagen niedrig wachsende Bäume.
Das Klima ist rau. Die Jahresdurchschnittstemperaturen liegen zwischen −5 und −10 °C. Der Winter beginnt im September und endet erst im Mai. Wärmster Monat ist der Juli mit etwa 9 °C, kältester der Januar mit −25 °C, Tiefsttemperaturen von unter −40 °C sind möglich. Stürme sind zu jeder Jahreszeit möglich und erreichen oft Orkanstärke.

## Bevölkerung
Tschukotka ist abgelegen und äußerst dünn besiedelt. Infolge des Rückgangs des Goldabbaus hat es seit 1989 fast 70 % (1989–2010: −69,2 %) seiner Einwohner, vor allem Russen, durch Abwanderung nach Zentralrussland verloren. Auch die früher stark vertretenen Einwanderergruppen der Ukrainer, Weißrussen und Tataren sind massenhaft weggezogen. Die indigenen Ethnien sind jedoch, wie in den meisten Gebieten Sibiriens und des Fernen Osten, trotzdem noch in der Minderheit.
Die folgende Tabelle zeigt die Zeitentwicklung der Gesamtbevölkerung und ihrer Zusammensetzung nach Nationalitäten:
| Tschuktschen | 12.111 | 56,3 % | 9.975  | 21,4 % | 11.001  | 10,9 % | 11.292  | 8,1 %  | 11.914  | 7,3 %  | 12.622 | 23,5 % | 12.772 | 25,3 % |
| Tschuwanen2 | 12.111 | 56,3 % | 9.975  | 21,4 % | 11.001  | 10,9 % | 11.292  | 8,1 %  | 944     | 0,6 %  | 951    | 1,8 %  | 897    | 1,8 %  |
| Russen | 5.183  | 24,1 % | 28.318 | 60,7 % | 70.531  | 69,7 % | 96.424  | 68,9 % | 108.297 | 66,1 % | 27.918 | 51,9 % | 25.068 | 49,6 % |
| Ukrainer | 571    | 2,7 %  | 3.543  | 7,6 %  | 10.393  | 10,3 % | 20.122  | 14,4 % | 27.600  | 16,8 % | 4.960  | 9,2 %  | 2.869  | 5,7 %  |
| Eskimos3 | k.Ang. | ? %    | 1.064  | 2,3 %  | 1.149   | 1,1 %  | 1.278   | 0,9 %  | 1.452   | 0,9 %  | 1.534  | 2,9 %  | 1.529  | 3,0 %  |
| Ewenen | 817    | 3,8 %  | 820    | 1,8 %  | 1.061   | 1,0 %  | 969     | 0,7 %  | 1.336   | 0,8 %  | 1.407  | 2,6 %  | 1.392  | 2,8 %  |
| Weißrussen | 60     | 0,3 %  | 578    | 1,2 %  | 1.669   | 1,6 %  | 2.448   | 1,7 %  | 3.045   | 1,9 %  | 517    | 1,0 %  | 364    | 0,7 %  |
| Tataren | 48     | 0,2 %  | 504    | 1,1 %  | 1.607   | 1,6 %  | 1.995   | 1,4 %  | 2.272   | 1,4 %  | 534    | 1,0 %  | 451    | 0,9 %  |
| Jukagiren4 | k.Ang. | ? %    | k.Ang. | ? %    | k.Ang.  | ? %    | 109     | 0,08 % | 144     | 0,09 % | 185    | 0,3 %  | 198    | 0,4 %  |
| Andere | 2.734  | 12,7 % | 1.887  | 4,0 %  | 3.773   | 3,7 %  | 5.307   | 3,8 %  | 6.930   | 4,2 %  | 3.196  | 5,9 %  | 4.986  | 9,9 %  |
| Einwohner | 21.524 | 100 %  | 46.689 | 100 %  | 101.184 | 100 %  | 139.944 | 100 %  | 163.934 | 100 %  | 53.824 | 100 %  | 50.526 | 100 %  |
| 1 2.770 Personen konnten keiner Volksgruppe zugeteilt werden. Diese Leute verteilen sich vermutlich anteilmäßig gleich wie die ethnisch zugeschiedenen Einwohner. 2 1939–1979 zu den Tschuktschen gezählt. 3 1939 unter übrige sibirische Völker. 4 1939–1970 unter übrige sibirische Völker. |        |        |        |        |         |        |         |        |         |        |        |        |        |        |

## Verwaltungsgliederung

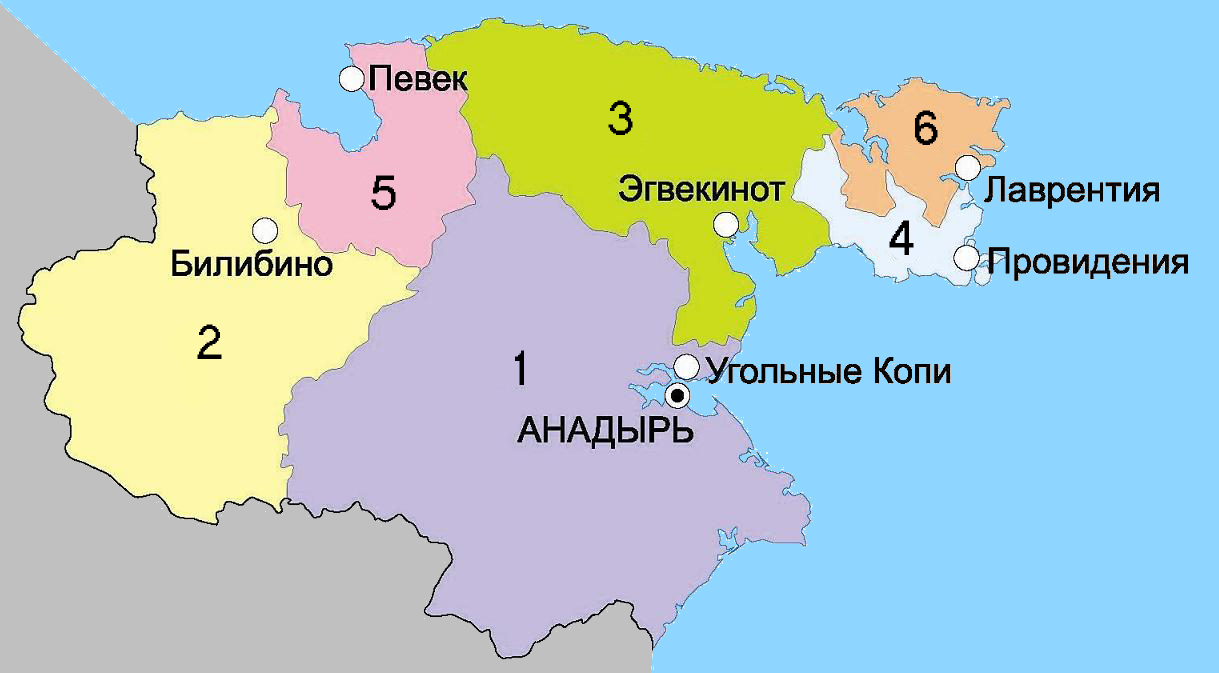
Verwaltungsgliederung seit 2008
(Nummern der Rajons in der ersten Tabellenspalte)

Von 2008 bis 2015 war der Autonome Kreis in einen Stadtkreis und sechs Rajons gegliedert, nachdem am 30. Mai die vormaligen Rajons Iultin und Schmidtowski (mit der Wrangelinsel) zum Rajon Wostotschny („Ostrajon“) und die Rajons Anadyrski und Beringowski zum Rajon Zentralny („Zentralrajon“) vereinigt wurden. Am 18. November 2008 erhielten die beiden Rajons wieder die Namen jeweils eines der alten Rajons: der Ostrajon wurde zum Rajon Iultin und der Zentralrajon zum Rajon Anadyr. Den Rajons waren ab 2008 insgesamt 7 Stadt- und 37 Landgemeinden unterstellt; 2010 wurden zwei Landgemeinden aufgelöst.
2015 wurden drei der Rajons in Stadtkreise umgewandelt, jeweils benannt nach ihrem Verwaltungssitz: der Iultinski rajon in den Stadtkreis Egwekinot, der Prowidenski rajon in den Stadtkreis Prowidenija und der Tschaunski rajon in Stadtkreis Pewek. Dabei wurden alle Stadt- und Landgemeinden dieser Rajons aufgelöst und deren Ortschaften sowie die zuvor auf gemeindefreiem Gebiet gelegenen Ortschaften den jeweiligen Stadtkreisen direkt unterstellt. Den verbliebenen drei Rajons sind seit 2015 insgesamt 3 Stadt- und 20 Landgemeinden unterstellt.
| \| [A 1] \| Rajon/ Stadtkreis \| Einwohner[2] \| Fläche (km²) \| Bevölkerungs- dichte (Ew./km²) \| Stadt- bevölkerung[2] \| Land- bevölkerung[2] \| Verwaltungssitz[A 2] \| Weitere Orte[A 3] \| Anzahl Stadtgem. \| Anzahl Landgem. \| \| ----- \| ----------------------------------- \| ------------ \| ------------ \| ------------------------------ \| --------------------- \| -------------------- \| -------------------- \| ---------------------------------------------------------------------------------------------------------------------------------------------- \| ---------------- \| --------------- \| \| \| Anadyr \| 13.517 \| 21 \| 644 \| 13.045 \| 472 \| Anadyr \| Tawaiwaam \| – \| – \| \| 1 \| Anadyrski rajon \| 9.436 \| 287.509 \| 0,03 \| 4.769 \| 4.667 \| Anadyr[A 4] \| Alkatwaam, Beringowski, Chatyrka, Kantschalan, Lamutskoje, Markowo, Meinypilgyno, Sneschnoje, Tschuwanskoje, Ugolnyje Kopi, Ust-Belaja, Wajegi \| 2 \| 10 \| \| 2 \| Bilibinski rajon \| 7.866 \| 174.652 \| 0,05 \| 5.506 \| 2.360 \| Bilibino* \| Anjuisk, Ilirnei, Omolon, Ostrownoje \| 1 \| 4 \| \| 3 \| Egwekinot (ex Iultinski rajon)[A 5] \| 5.587 \| 143.600 \| 0,04 \| 3.282 \| 2.305 \| Egwekinot \| Amguema, Konergino, Mys Schmidta, Nutepelmen, Ryrkaipij, Uelkal, Wankarem \| – \| – \| \| 4 \| Prowidenija (ex Prowidenski rajon) \| 3.923 \| 27.286 \| 0,14 \| 1.970 \| 1.953 \| Prowidenija \| Enmelen, Janrakynnot, Nowoje Tschaplino, Nunligran, Sireniki \| – \| – \| \| 5 \| Pewek (ex Tschaunski rajon) \| 5.359 \| 58.091 \| 0,09 \| 4.162 \| 1.197 \| Pewek \| Aion, Billings, Janranai, Rytkutschi \| – \| – \| \| 6 \| Tschukotski rajon \| 4.838 \| 30.247 \| 0,16 \| – \| 4.838 \| Lawrentija* \| Enurmino, Intschoun, Lorino, Neschkan, Uelen \| – \| 6 \| |                                    |           |              |                                |                    |                   |                 | |                  |                 |
| [ A 1 ] | Rajon/ Stadtkreis                  | Einwohner | Fläche (km²) | Bevölkerungs- dichte (Ew./km²) | Stadt- bevölkerung | Land- bevölkerung | Verwaltungssitz | Weitere Orte | Anzahl Stadtgem. | Anzahl Landgem. |
| | Anadyr                             | 13.517    | 21           | 644                            | 13.045             | 472               | Anadyr          | Tawaiwaam | –                | –               |
| 1 | Anadyrski rajon                    | 9.436     | 287.509      | 0,03                           | 4.769              | 4.667             | Anadyr          | Alkatwaam, Beringowski, Chatyrka, Kantschalan, Lamutskoje, Markowo, Meinypilgyno, Sneschnoje, Tschuwanskoje, Ugolnyje Kopi, Ust-Belaja, Wajegi | 2                | 10              |
| 2 | Bilibinski rajon                   | 7.866     | 174.652      | 0,05                           | 5.506              | 2.360             | Bilibino*       | Anjuisk, Ilirnei, Omolon, Ostrownoje | 1                | 4               |
| 3 | Egwekinot (ex Iultinski rajon)     | 5.587     | 143.600      | 0,04                           | 3.282              | 2.305             | Egwekinot       | Amguema, Konergino, Mys Schmidta, Nutepelmen, Ryrkaipij, Uelkal, Wankarem                                                                      | –                | –               |
| 4 | Prowidenija (ex Prowidenski rajon) | 3.923     | 27.286       | 0,14                           | 1.970              | 1.953             | Prowidenija     | Enmelen, Janrakynnot, Nowoje Tschaplino, Nunligran, Sireniki                                                                                   | –                | –               |
| 5 | Pewek (ex Tschaunski rajon)        | 5.359     | 58.091       | 0,09                           | 4.162              | 1.197             | Pewek           | Aion, Billings, Janranai, Rytkutschi | –                | –               |
| 6 | Tschukotski rajon                  | 4.838     | 30.247       | 0,16                           | –                  | 4.838             | Lawrentija*     | Enurmino, Intschoun, Lorino, Neschkan, Uelen                                                                                                   | –                | 6               |

Anmerkungen:
1. ↑  Nummer des Rajons/Stadtkreises (in alphabetischer Reihenfolge der Namen im Russischen)
2. ↑  Städte fett, Siedlungen städtischen Typs kursiv; * zugleich Gemeindesitz
3. ↑  Gemeindesitze in Rajons (Stadtgemeindesitze kursiv), alle bewohnten Orte in Stadtkreisen
4. ↑  gehört selbst nicht zum Rajon, sondern zum gleichnamigen Stadtkreis
5. ↑  einschließlich Wrangelinsel (auf der Karte nicht gezeigt)

## Städte und städtische Siedlungen

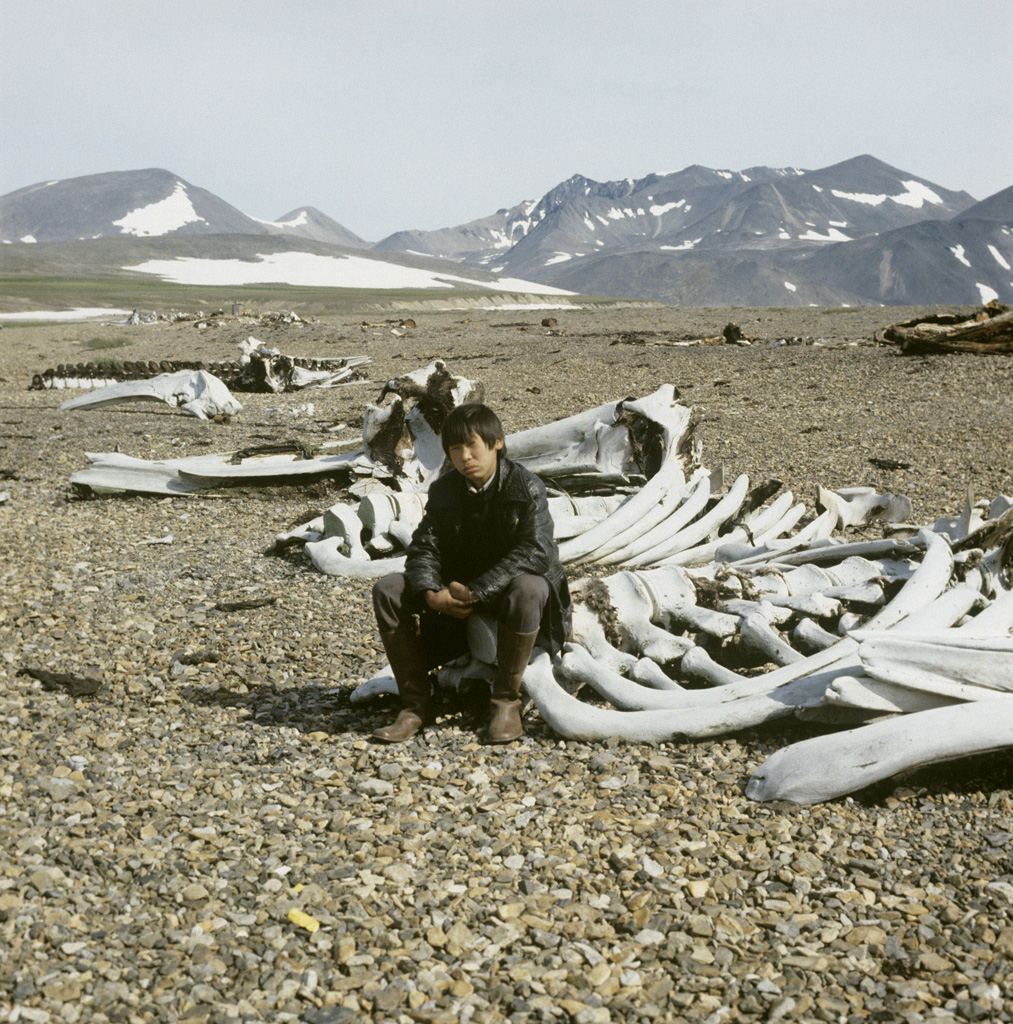
Ein Junge des Tschuktschen-Volkes mit Wal-Skeletten im Autonomen Kreis der Tschuktschen (1982)

Im Autonomen Kreis der Tschuktschen gibt es drei Städte (*) und fünf Siedlungen städtischen Typs.
| Stadt*/Städt. Siedlung | Russisch      | Rajon       | Einwohner (14. Oktober 2010) |
| ---------------------- | ------------- | ----------- | ---------------------------- |
| Anadyr*                | Анадырь       | Stadtkreis  | 13.045                       |
| Beringowski            | Беринговский  | Anadyr      | 1.401                        |
| Bilibino*              | Билибино      | Bilibino    | 5.506                        |
| Egwekinot              | Эгвекинот     | Iultin      | 2.790                        |
| Mys Schmidta           | Мыс Шмидта    | Iultin      | 492                          |
| Pewek*                 | Певек         | Tschaunski  | 4.162                        |
| Prowidenija            | Провидения    | Prowidenija | 1.970                        |
| Ugolnyje Kopi          | Угольные Копи | Anadyr      | 3.368                        |

Die in den 1990er-Jahren noch existierenden städtischen Siedlungen (vorwiegend Bergarbeitersiedlungen) Aliskerowo, Baranicha, Iultin, Komsomolski, Krasnoarmeiski, Leningradski, Schachtjorski, Walkumei und Wstretschny sind inzwischen von ihren Bewohnern verlassen und somit zu Geisterstädten geworden.

## Geschichte
Die russische Besiedlung begann im 17. Jahrhundert gegen heftigen Widerstand der Tschuktschen, der bis ins frühe 20. Jahrhundert anhielt.
Am 10. Dezember 1930 wurde der Nationale Kreis der Tschuktschen im Bestand des Fernöstlichen Krais gegründet. Provisorisches Verwaltungszentrum war zunächst die Kulturbasis der Tschuktschen, das heutige Lawrentija. Am 10. Februar 1934 wurde das Verwaltungszentrum nach Anadyr verlegt.
Der Nationale Kreis wurde am 22. Juli 1934 in die Oblast Kamtschatka eingegliedert, die bis 1938 Teil des Fernöstlichen Krais und anschließend Teil der Region Chabarowsk war. Vom 18. Mai 1951 bis zum 3. Dezember 1953 war er direkt der Region Chabarowsk unterstellt und war anschließend Teil der Oblast Magadan.
Durch die sowjetische Verfassung von 1977 wurde der Name in Autonomer Kreis der Tschuktschen geändert.
Am 17. Juni 1992 folgte die Ausgliederung aus der Oblast Magadan. Der Autonome Kreis der Tschuktschen ist seitdem der einzige Autonome Kreis, der keinem anderen Föderationssubjekt angehört.
Bei der Schaffung der Föderationskreise 2000 wurde er dem Föderationskreis Ferner Osten unterstellt.

## Politik
Im Dezember 2000 wurde Roman Abramowitsch mit 92 % aller Stimmen zum neuen Gouverneur gewählt und im Oktober 2005 in diesem Amt bestätigt. Er begann, selbstfinanzierte Lebensmittel, Fertighäuser aus Kanada und Treibstoff in den Autonomen Kreis zu verschiffen. Während sich Abramowitsch bei der einheimischen Bevölkerung aufgrund dieser Maßnahmen hoher Beliebtheit erfreute, sicherte sein Amt dem in London lebenden Oligarchen den Schutz vor Strafverfolgung (politische Immunität). In neuen russischen Presseberichten über den reichsten Mann des Landes heißt es aber auch vielfach, dass der damalige Präsident Wladimir Putin ihn gebeten habe, sich auf diese Weise um die rückständige Region zu kümmern. Allein die jährlich entrichteten Steuern von Abramowitsch würden den Regionalhaushalt um ein Vielfaches übersteigen. Im Juli 2008 trat Abramowitsch als Gouverneur von Tschukotka zurück; als Nachfolger wurde Roman Kopin ernannt.
Als Grenzgebiet zu den Vereinigten Staaten ist Tschukotka für Ausländer nur mit Sondergenehmigung zu bereisen. Diese muss vom Gouverneur erteilt werden.
| Name               | Amtszeit  |
| ------------------ | --------- |
| Alexander Nasarow  | 1991–2001 |
| Roman Abramowitsch | 2001–2008 |
| Roman Kopin        | 2008–2023 |
| Wladislaw Kusnezow | seit 2023 |

## Wirtschaft
Wichtigster Wirtschaftszweig ist immer noch der Goldabbau, obwohl dieser in den letzten Jahren zurückgegangen ist. Die derzeit laufenden Investitionen von Kinross Gold, einer kanadischen Bergbaufirma, werden in den nächsten Jahren wahrscheinlich wieder zu einem Anstieg der Goldproduktion führen. Die traditionellen Wirtschaftszweige der Tschuktschen und anderen indigenen Ethnien sind Rentierzucht, Pelzfang und auch die Jagd auf Meeressäugetiere.

## Kultur
Einer der wenigen im Ausland bekannten Intellektuellen war der 1930 in Uelen geborene und 2008 verstorbene Schriftsteller Juri Rytchëu, dessen Werke eine Vorstellung vom Leben der indigenen Völker geben.

## Trivia
Der Asteroid des inneren Hauptgürtels (2509) Chukotka wurde nach dem Autonomen Kreis der Tschuktschen benannt.